# Flandres
Flandres è un film del 2006 scritto e diretto da Bruno Dumont, vincitore del Grand Prix Speciale della Giuria al 59º Festival di Cannes.

## Trama
Fiandre: Demester è un contadino che passa le proprie giornate tra il lavoro dei campi ed apatici accoppiamenti con Barbe, sua vicina di fattoria di cui è in fondo innamorato. Ricevuta la cartolina per il fronte, parte, insieme a Mordac e Blondel, due ragazzi del posto, per la guerra. Gli orrori, le paure e le tragedie vissute cambieranno per sempre i loro sentimenti e legami.

## Riconoscimenti
- Festival di Cannes 2006
  - Grand Prix Speciale della Giuria